# Lasiophorus lanceolator
Lasiophorus lanceolator är en stekelart som först beskrevs av Fabricius 1804.  Lasiophorus lanceolator ingår i släktet Lasiophorus och familjen bracksteklar. Inga underarter finns listade i Catalogue of Life.